# Animal Crossing: New Leaf
Animal Crossing: New Leaf (とびだせどうぶつの森, Tobidase Dōbutsu no Mori) est un jeu vidéo de simulation de vie développé par Nintendo EAD et édité par Nintendo, sur Nintendo 3DS. Le jeu est le quatrième opus de la série Animal Crossing. Animal Crossing: New Leaf est sorti au Japon depuis le 8 novembre 2012, en Amérique du Nord depuis le 9 juin 2013 et en Europe depuis le 14 juin 2013. Une deuxième version du jeu, (Animal Crossing: New Leaf Welcome amiibo) est sortie en Europe le 25 novembre 2015 Une version Nintendo Selects est sortie le 29 juin 2018. Il a récolté un score totalisant 88 % sur Metacritic, la plus haute note obtenue par un jeu de cette série avant l'arrivée de New Horizons.

## Généralités

### Système de jeu
Le joueur arrive à bord d'un train dans une ville afin d'y emménager, mais à la suite d'un quiproquo, il est chargé par les résidents de prendre en charge la mairie de la municipalité. Comme dans les jeux précédents, la majeure partie du temps est consacrée à forger des relations amicales avec le voisinage, accomplir des tâches manuelles simples comme pêcher des poissons et des fruits de mer, attraper des insectes, décorer sa maison et collectionner divers articles d'ameublement ou des vêtements. La vente d'objets et l'accomplissement de certaines tâches permettent au joueur d'obtenir des clochettes, la monnaie utilisée en jeu, ce qui lui permet de se procurer de nouveaux articles et même de repayer l'hypothèque de sa maison, voire d'en amorcer la rénovation afin de l'agrandir. Chaque personnage habitant le village se démarque par sa personnalité propre (8 au total). Le jeu se déroule en temps réel (synchronisé avec la date et l'heure de la console) pour non seulement simuler le passage du jour à la nuit, mais aussi celui des saisons. Elles défilent suivant le calendrier annuel des régions tempérées et ponctuent l'année d'évènements festifs : Halloween, le jour des cadeaux (Noël), le jour des découvreurs (jour de Christophe Colomb), etc.
Animal Crossing: New Leaf introduit maints éléments nouveaux à la série. Tout d'abord, le joueur commence par habiter une tente et non une maison. Le gérant de l'agence immobilière, Tom Nook, peut ultérieurement construire une maison au joueur à l'emplacement de son choix une fois qu'assez de clochettes auront été amassées. L'aspect modifiable du jeu a aussi été approfondi : il est désormais possible de changer et confectionner des pantalons, des chapeaux et des souliers à son personnage. La décoration intérieure a été diversifiée par l'ajout de nouveaux meubles et la capacité d'accrocher certains articles aux murs. En tant que maire, il est aussi possible de modifier considérablement l'apparence de la ville en finançant la construction d'infrastructures municipales (bancs, des ponts, des lampadaires, café, etc.) avec l'aide de la secrétaire municipale mise à sa disposition, Marie. Le rôle de maire permet aussi au joueur de régler la vie du village en édictant des arrêtés municipaux. À son arrivée, le joueur sera aussi invité à planter un arbre, véritable symbole de l'engagement du maire auprès de ses commettants. Seulement le premier joueur arrivé au village (utilisant le premier fichier de sauvegarde) peut être considéré comme étant maire, les résidents humains ultérieurs ne peuvent donc  pas avoir accès à ces fonctions de personnalisation unique à la fonction de maire. Finalement, la nage et la pêche sous-marine en apnée font désormais partie des activités offertes si le joueur se procure une combinaison de plongée.
Les fonctions multijoueurs ont aussi été révisées dans Animal Crossing: New Leaf. D'abord, le jeu permet de capter une image à tout moment qui sera emmagasinée dans l'appareil photo de la console pour la partager sur Miiverse, Facebook, Tumblr ou Twitter. En utilisant les fonctions de jeu local ou en ligne jusqu'à quatre joueurs peuvent visiter un village et échanger ensemble par l'entremise de Nintendo Network. Ils peuvent aussi se rencontrer sur l'île tropicale Tortiland où l'ancien maire de la ville anime des jeux et des défis que les joueurs doivent relever. La construction du salon de relaxation tenu par Serena permet au joueur de télécharger la ville d'un autre joueur pour l'explorer sans pouvoir la modifier. En outre, une machine à coudre spéciale permet au joueur de partager des motifs personnalisés par le truchement de codes QR. Le village-témoin, activé par l'échange Streetpass de la console, permet au joueur de télécharger la maison d'un autre joueur qu'il a croisé afin de la visiter et éventuellement commander certains articles d'ameublement qui lui manqueraient.

### Personnages
Animal Crossing: New Leaf introduit deux nouvelles espèces d'animaux résidents : les hamsters et les cerfs en plus de deux nouvelles personnalités : snob et grande sœur. Afin de servir d'assistante au maire, les concepteurs ont introduit le personnage de Marie, une chienne de race Shih Tzu au pelage blond. Son frère, Max, gère les visites du village-témoin et administre l'Académie des Joyeux décorateurs alors qu'un paresseux nommé Racine tient la boutique de jardinage. Pour donner vie à la boutique de recyclage et de retouches des meubles, deux alpagas ont été créés : Risette et Serge. Tom Nook revient, mais il a délaissé la vente pour devenir agent immobilier ; ce sont ses neveux Méli et Mélo qui ont repris en charge le magasin général du village. La sœur de Layette et Cousette, Maria, une hérisson femelle, revient en administrant la boutique d'accessoires, Blaise, un putois, est passé de cireur de chaussures à vendeur de chaussures. Kéké Laglisse revient en tant que DJ du Club MDR que tient le comédien raté, Ciboulot. Pour finir, l'ancien maire du village, Tortimer, a pris sa retraite pour animer la vie insulaire de l'île Tortiland.

## Développement

### Mise à jourWelcome Amiibo
Une mise à jour du jeu est sortie le 2 novembre 2016, celle-ci a donc actualisé le jeu en version 1.5. Elle ajoute la compatibilité avec les figurines/cartes Amiibo et plusieurs fonctionnalités telles que les bons de commerce, la caravanerie, la réapparition de Follet esprit de lampe magique qui permet de faire venir des habitants à la caravanerie via amiibo, l'appareil photo amiibo et la remise secrète qui permet de stocker des objets si vous n'avez plus de place dans vos tiroir (uniquement accessible depuis votre maison) ainsi que la possibilité de lier une cartouche Animal Crossing: Happy Home Designer afin de débloquer de nouveaux objets à présent disponibles dans le kiosque mélimélo. Le nom du jeu a également changé, passant de Animal Crossing: New Leaf à Animal Crossing: New Leaf - Welcome Amiibo. Jusqu'au 25 novembre "Animal Crossing: New Leaf - Welcome amiibo" était uniquement disponible en version téléchargeable.

### Campagne de promotion publicitaire
En octobre 2012, Nintendo a créé un compte Twitter au nom de Marie diffusant de l'information sur le jeu en prévision de son lancement sur le marché japonais un mois plus tard. Les versions européenne et américaine de ce compte Twitter suivirent en avril et en mai de l'année suivante, et ce, en langue anglaise. Toujours en mai, Nintendo Amérique diffuse par le truchement de son compte YouTube des extraits d'entrevue avec certains membres de l'équipe de localisation surnommé « Treehouse » à l'interne. Au Japon, Nintendo et la chaîne de supérettes 7-eleven conclurent un partenariat afin d'offrir certains articles de contenu téléchargeable exclusifs aux joueurs se rendant sur place pour se connecter au réseau Wifi de la chaîne de mai à août 2013.
Nintendo a lancé une édition limitée de la console Nintendo 3DS XL aux décalques du jeu pour coïncider avec la sortie du jeu au Japon. En avril 2013, Nintendo a confirmé que l'édition limitée de la console serait aussi offerte au lancement du jeu en Amérique du Nord et en Europe. Le jeu a été édité en version dématérialisée dès sa sortie au Japon comme dans le reste du monde. En Australie comme en Europe, certains détaillants (comme EB Games) ont distribué un modèle miniature et une figurine de plastique de Marie aux joueurs ayant précommandé leur exemplaire du jeu.
Aux États-Unis, Nintendo a envoyé une version d'essai un mois avant la sortie du jeu à certains blogueurs influents pour qu'ils puissent rédiger un journal des activités quotidiennes ayant lieu dans leur village. En Europe et en Australie, Nintendo a tenu une promotion permettant aux joueurs ayant enregistré une copie du jeu entre août et octobre 2013 d'obtenir un code à donner à un autre propriétaire d'une 3DS pour télécharger un second exemplaire gratuitement.
Le 7 août 2013, Nintendo offre une application pour la Wii U nommé Place Animal Crossing afin que les joueurs possédant les deux consoles (3DS et Wii U) puissent partager leurs expériences, images et dessins entre eux sur Miiverse, la 3DS n'ayant pas accès au réseau social avant décembre 2013. Le service sera offert par Nintendo jusqu'à la fin 2014.

## Accueil

### Critiques
Dès sa sortie au Japon, le titre reçoit une excellente critique. Famitsu, le célèbre magazine japonais spécialisé en jeux vidéo, lui attribue la note de 39/40 et lui décerne le prix Platine. Aux États-Unis, IGN lui donne une excellente note de 9,6/10 alors que GameSpot conclue avec une note de 8 sur 10,. Le site de recensions agrégées Metacritic relève pour sa part une note globale de 88/100.
En France, Jeuxvideo.com lui décerne la note de 17/20.

### Ventes
Le jeu s'est tellement bien vendu au Japon qu'il a été en rupture de stock en à peine quelques jours, forçant Nintendo à accélérer la fabrication de cartouche. En à peine une semaine, environ 800 000 jeux ont été vendus,. Le 27 décembre 2012, Animal Crossing: New Leaf s'était déjà vendu à 2 millions d'exemplaires alors qu'il n'était encore offert que sur le marché japonais, statistique qui n'inclut pas les téléchargements sur Nintendo eShop. Nintendo révèle en janvier 2014 qu'au 31 décembre 2013, le titre s'était écoulé à 7,38 millions d'exemplaires dans le monde. En mai 2014, Nintendo France affirme que plus de 450 000 exemplaires se sont écoulés en France. Le 28 janvier 2015, après une conférence téléphonique concernant les derniers résultats trimestriels de l'année 2014, Nintendo publie un document faisant état du nombre d'exemplaires vendus au 31 décembre 2014 : 8 730 000 unités. En avril 2018, Nintendo annonce 11,69 millions de ventes.